# Bartolo Colón
Bartolo Colón Morales (Altamira, 24 de mayo de 1973) es un lanzador dominicano de Grandes Ligas, actualmente lanza para el equipo Acereros de Monclova de la Liga Mexicana de Béisbol. Ganó el Premio Cy Young con los Angelinos de Los Ángeles de Anaheim en 2005. Es además, el lanzador latinoamericano con más victorias en las Grandes Ligas de Béisbol con 247, dos victorias más que el nicaragüense Dennis Martínez.

## Primeros años
Colón se crio en una casa sin electricidad ni agua, común y corriente en la ciudad de Altamira, en Puerto Plata, una provincia de la República Dominicana. Comenzó a jugar al béisbol competitivamente recién a sus 14 años.

## Carrera

### Cleveland Indians
Un prospecto desde la República Dominicana,  Colón fue firmado por los Indios de Cleveland como amateur en 1993. La organización aseguró que el jugador en ese momento tenía 18 años, pero en 2002 se develó que en realidad tenía 20 años.
En 1995, lanzando para Kinston Indians, un equipo Single-A de la Carolina League, terminó segundo en victorias con 13 y en efectividad con 1.96, y lideró el circuito con 152 ponches. Fue nombrado Lanzador del Año de la liga, a pesar de terminar el 1 de agosto con un codo magullado. Fue nombrado Jugador de Ligas Menores del Año de los Indios en 2004 (recibiendo el Premio Lou Boudreau).
Jugó para el equipo Triple-A, los Buffalo Bisons en 1997 y fue el único jugador en la historia en lanzar un juego sin hits en el Dunn Tire Park.
Colón hizo su debut en Grandes Ligas contra los Angelinos de Anaheim el 4 de abril de 1997, saliendo sin decisión. En su primera temporada en Grandes Ligas, Colón se fue de 4-7 con una efectividad de 5.65. El año siguiente, estableció un récord moderno en las Grandes Ligas en lanzar la mayor cantidad de pitcheos (20) en un solo turno al bate el 28 de junio de 1998 contra  Ricky Gutiérrez, quien finalmente se ponchó. Más tarde esa temporada, Colón ganó su única apertura en la Serie de Campeonato de la Liga Americana de 1998, lanzando un juego completo de sólo cuatro hits y una carrera. En la temporada de 1999, Colón terminó con 18-5, lanzando más de 200 entradas con 161 ponches y una efectivida de 3.95.
En el 2000, Colón terminó con 51 ponches, totalizando 212. También publicó un récord personal de 98 bases por bolas.

### Montreal Expos
Justo antes de la fecha límite de cambios de 2002, Colón y Tim Drew fueron traspasados a los Expos de Montreal a cambio de Lee Stevens, Brandon Phillips, y los prospectos Grady Sizemore y Cliff Lee. Colón terminó el 2002 con un total combinado de 20-8 y una efectividad de 2.93, 76 carreras limpias con 70 bases por bolas en 233.1 entradas, tres blanqueadas, y ocho juegos completos.

### Chicago White Sox
Antes de la temporada de 2003, Colón fue cambiado a los Medias Blancas de Chicago con el jugador de ligas menores Jorge Núñez por Orlando Hernández, Rocky Biddle, Jeff Liefer y dinero en efectivo.

### Los Angeles Angels of Anaheim
Siendo agente libre después de la temporada, firmó con los Angelinos de Anaheim. Colón ganó 18 partidos con Anaheim en 2004. Durante la temporada 2005, se fue de 21-8 con una efectividad de 3.48, y se convirtió en el primer lanzador de los Angelinos en ganar el Premio Cy Young desde que Dean Chance lo ganara en 1964. Debido a un parcial desgarro del manguito rotador que recibió en un partido de playoffs contra los Yankees en 2005, Colón pasó la mayor parte de la temporada 2006 en la lista de lesionados con dolor e inflamación en su hombro derecho. En 10 aperturas, Colón se fue de 1-5 con una efectividad de 5.11.
El 21 de abril de 2007, su primera apertura de la temporada tras su regreso de la lista de lesionados, Colón lanzó siete entradas, permitiendo una carrera y siete hits para su primera victoria en 2007.

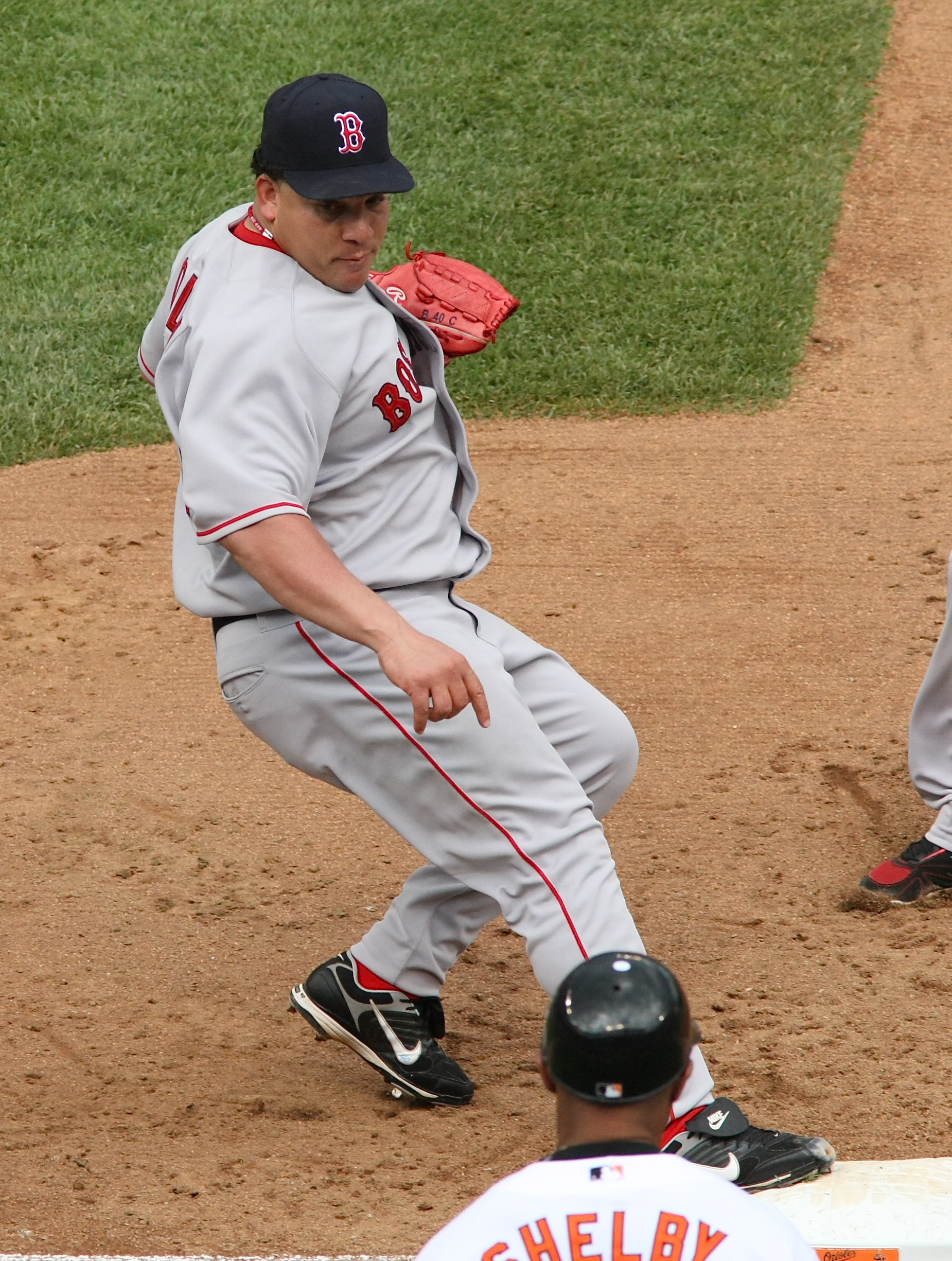
Colón con los Red Sox.

### Boston Red Sox
El 25 de febrero de 2008, Colón firmó un contrato de ligas menores con los Medias Rojas de Boston y fue invitado al spring training. El 15 de mayo de 2008, Colón lanzó un juego de un solo hit con el equipo Triple-A filial de los Medias Rojas, los Pawtucket Red Sox. Seis días después, el contrato de Colón fue adquirido por los Medias Rojas, y fue agregado al roster activo del equipo. Colón lanzó su primer juego de Grandes Ligas para los Medias Rojas el 21 de mayo de 2008 contra los Reales de Kansas City. Colón obtuvo la victoria 150 de su carrera el 11 de junio de 2008 contra los Orioles de Baltimore.
El 19 de septiembre de 2008, Colón fue colocado en la lista de suspendidos por los Medias Rojas después de salir hacia la República Dominicana para tratar "asuntos personales" y por haber tomado la decisión de quedarse, lo que puso fin a su carrera con los Medias Rojas. Colón fue colocado en la lista restringida el 25 de septiembre de 2008. Se declaró agente libre después de finalizar la temporada 2008.

### Segunda temporada con los Chicago White Sox

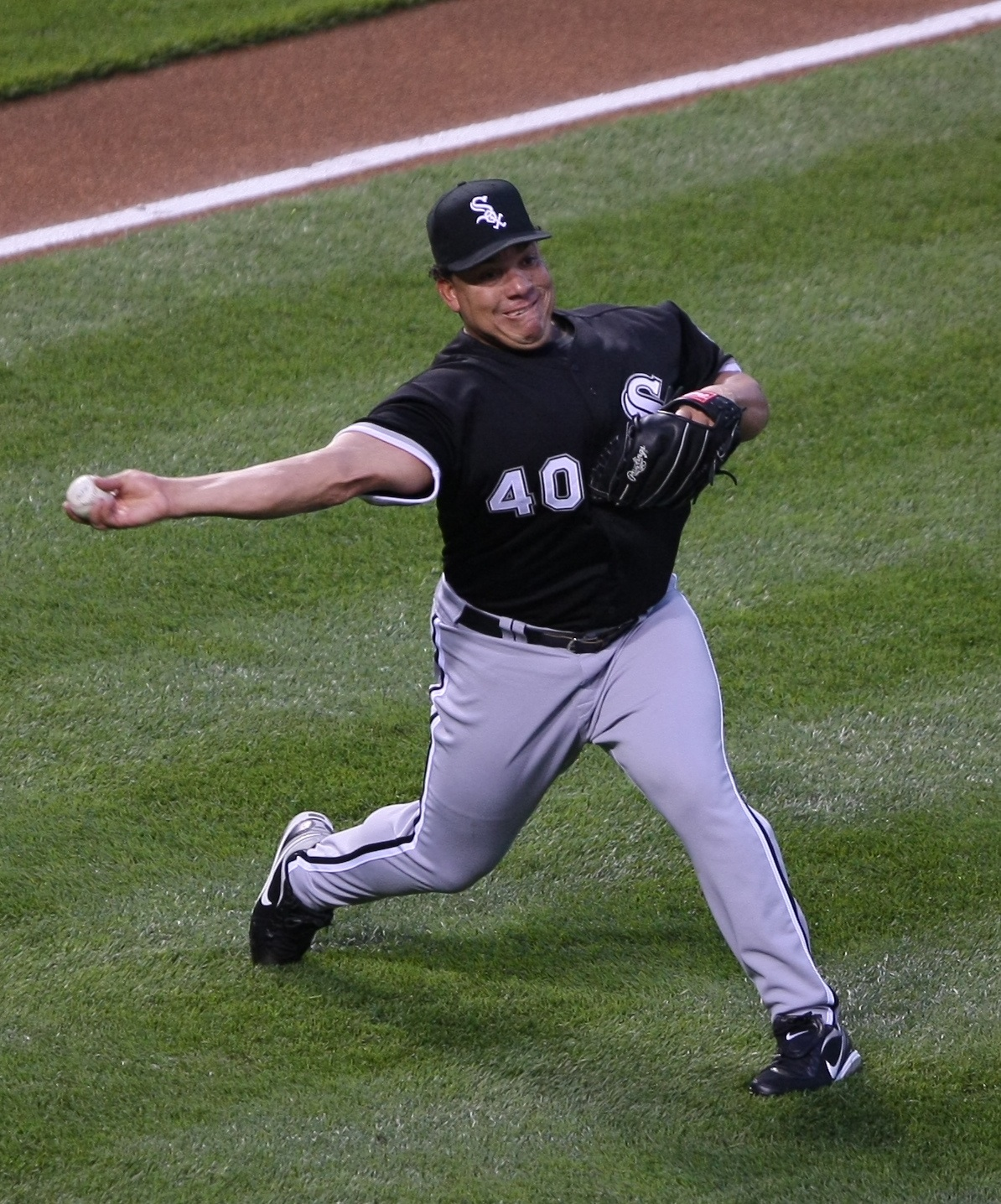
Colón lanzando para los White Sox en 2009.

Colón acordó un contrato de año y 1 millón de dólares para regresar a los Medias Blancas de Chicago en enero de 2009, poco después de que ellos cambiaran a Javier Vázquez a los Bravos de Atlanta. Colón tuvo que competir por las posiciones cuarta y quinta de abridores en la rotación de los Medias Blancas.
Colón regresó de una cirugía que se habría hecho fuera de temporada para eliminar astillas de hueso del codo en su brazo de lanzar durante el spring training de los Medias Blancas, en la Cactus League, en Arizona. Fue nombrado el quinto abridor de los Medias Blancas por el mánager Ozzie Guillén antes del inicio de la temporada regular. Ganó su primer partido en su segunda temporada en Chicago, lanzando seis entradas con buen control de la pelota y sólo tres hits blanqueando a sus rivales los Mellizos de Minnesota 8-0 el 11 de abril de 2009. De este modo se convirtió en el primer abridor de los Medias Blancas en ganar un partido de temporada regular en 2009. Colón luego sufrió otra lesión y no volvió a lanzar por el resto de la temporada.
Colón había lanzado 31 juegos completos, rankiado en el número 11 entre los jugadores activos el 11 de junio de 2008.

### New York Yankees
Colón no lanzó en el 2010 debido al dolor de su hombro derecho en ese momento y lesiones en el manguito de rotador, ligamentos y tendones. En marzo de 2010, recibió un trasplante de células madre para reparar los tejidos dañados en su hombro derecho. La naturaleza de este tratamiento está siendo investigada por las Grandes Ligas.
Colón, luego jugó en el Campeonato Pre-Mundial de Puerto Rico, en la pelota invernal dominicana con las Águilas Cibaeñas, y en la liga invernal de Puerto Rico, y anunció que iba a intentar regresar a Grandes Ligas para la temporada 2011. Firmó un contrato de ligas menores con los Yanquis de Nueva York el 26 de enero de 2011. Fue invitado al spring training, para competir por un lugar en roster de 25 jugadores, a pesar de aparecer en los entrenamientos con 30 libras de sobrepeso. Colón fue colocado en el roster de los Yankees en el bullpen para el Opening Day. Colón hizo su primera apertura con los Yankees el 20 de abril, tomando el puesto del lesionado Phil Hughes en la rotación. Hasta el mes de mayo, Colón tenía récord de 3-3 con una efectividad de 3.26 con los Yankees. El 30 de mayo, lanzó una blanqueada de cuatro hits, la primera desde 2006 contra los Atléticos. Sufrió una lesión en el muslo jugando el 11 de junio frente a los Indios de Cleveland terminando en la lista de discapacitados por 15 días. El 2 de julio, Colón regresó a los Yankees y lanzó seis entradas en blanco contra los Mets de Nueva York.

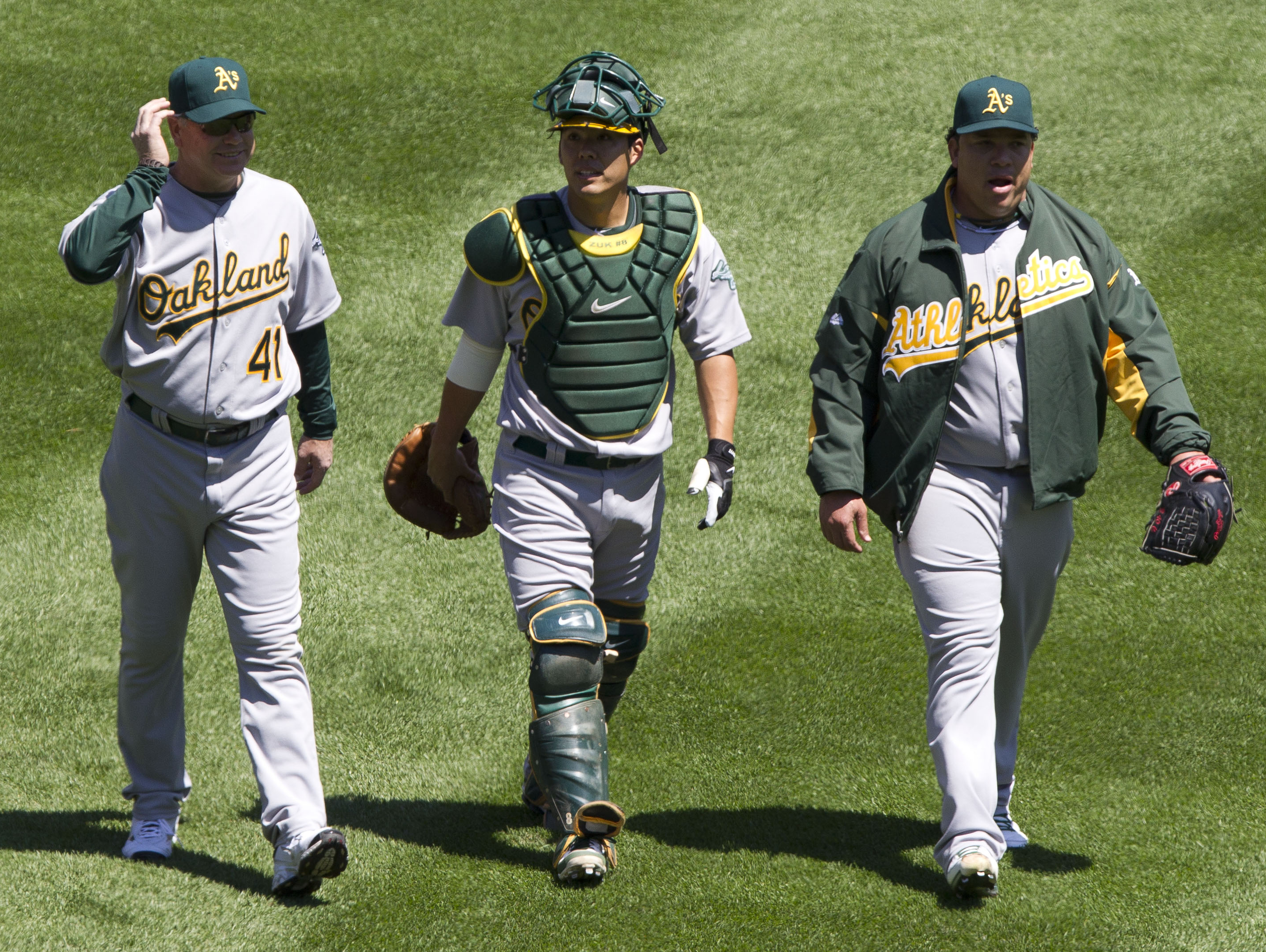
Colon, Con 2 Jugadores de Oakland.

Esta temporada de Colón fue una especie de resurgimiento, terminando con un récord de 8-10, una respetable efectividad de 4.00 y un WHIP de 1.29.

### Oakland Athletics
El 14 de enero de 2012, Colón llegó a un acuerdo por un año con los Atléticos de Oakland. Abrió el segundo partido de la temporada para los Atléticos en la apertura de la misma en Tokio, Japón, lanzando 8 entradas, permitiendo una carrera y 3 hits, con 6 ponches.
Este Mismo año fue suspendido por 50 juegos por uso de sustancias prohibidas, en finalizó con 24 salidas, récord de 10 victorias 9 derrotas, efectividad de 3.43, 91 ponches en 152.1 entradas lanzadas.
En su segunda temporada con los Atléticos de Oakland en 2013 tuvo un muy buen regreso, con récord de 18 - 6 y una efectividad de 2.65 en 30 salidas lanzó 190.1, completó 3 partidos y acumuló la misma cantidad de blanqueadas liderando la Liga Americana. Quedó sexto en la votación al Premio Cy Young de dicha Liga y asistió al Juego de Estrellas de las Grandes Ligas de Béisbol.

### New York Mets
Colón firmó un contrato de 2 temporadas con los New York Mets. En 2014 tuvo récord de 15 - 13 con efectividad de 4.09 en 31 salidas 202.1 entradas. Colón no había conseguido lanzar 200 entradas o más desde el año 2005 cuando fue ganador del Premio Cy Young.
En 2015, tuvo récord de 14 - 13 con una efectividad de 4.16 en 33 partidos y 31 salidas, donde pudo completar 194.2 entradas
En el año 2016 renovó contrato con el equipo por una temporada más. Tuvo récord 15 - 8 con una efectividad de 3.43 en 34 partidos y 33 salidas, completando 191.2 entradas.

### Atlanta Braves y Minnesota Twins
En 2017 firma con los Atlanta Braves por una temporada, y debido a su mal desempeño fue dejado en libertad por el equipo debido a dicho desempeño Con este equipo tuvo récord de 2 - 8 con una efectividad de 8.14 en 13 salidas. A inicios de julio firma con los Minnesota Twins, donde tuvo récord de 5 - 6 y efectividad de 5.18 en 18 salidas. Esta temporada entre ambos equipos pudo completar 143.0 entradas

### Texas Rangers
Su última temporada en las Mayores fue con los Texas Rangers, con este equipo tuvo récord de 7 - 12, efectividad de 5.78 en 28 partidos y 24 aperturas. Completó 146.1 entradas. Con este equipo se convirtió en el lanzador latinoamericano con más victorias en las Mayores llegando a las 247, superando así a Dennis Martínez como líder latinoamericano.

### Acereros de Monclova
En febrero de 2020, se anuncia su incorporación al equipo Acereros de Monclova de la Liga Mexicana de Béisbol.

## Vida personal
La esposa de Colón se llama Paula Rosanna y la pareja tiene cuatro hijos: Bartolo, Emilio, Wilder y Randiel, fuera del matrimonio tiene dos hijos más: Adriana y Jesús Adrián . Su familia vive en Clifton (Nueva Jersey).
Ha hecho importante obras de caridad para su comunidad en República Dominicana.